# Pater Sparrow
Pater Sparrow, eredeti nevén Verebes Zoltán (Budapest, 1978. január 17. –) magyar filmrendező, látványtervező, Verebes István színész-rendező és Héczey Éva színésznő fia. Testvére Verebes Linda színésznő.

## Pályája
Pályafutását amatőrfilmesként kezdte két rövidfilmmel (Külön, 1998; A Valami, 1999), amelyek bekerültek a Magyar Filmszemle versenyprogramjába. Az ezt követő években különböző televíziós és filmstábokban dolgozott, asszisztense volt többek között Kamondi Zoltánnak Az alkimista és a szűz (1999) című filmjében illetve az Oscar-díjas látványtervező Luciana Arigghi mellett dolgozott a Csodálatos Júlia (2004) című Szabó István-filmben.
Mivel a filmezés határterületei érdekelték, 2000-ben jelentkezett és felvételt nyert London Film Schoolba, Angliába. A főiskolai évek alatt két kisfilmet készített Érzék (2001) és Limit (2002) címmel, de több filmet jegyzett mint látványtervező is. Filmrendezőként diplomázott látványtervezői kiegészítéssel T?ükk (2004) című filmjével, disszertációját pedig a non-narratív filmelméletekből írta.
Az Egyesült Királyságban töltött tanulmányok után visszatért Magyarországra, és szülővárosában, Budapesten kezdte el írni első egész estés filmjének forgatókönyvét Stanislaw Lem: Az emberiség egy perce című novellájának alapján. Ebben segítségére volt korábbi mentora, Kamondi Zoltán és cége, a Honeymood Films, amely a filmtervet befogadta. A film fejlesztése alatt több rövidfilmen és vizuális projektben dolgozott, például a RECYCLEd – Pro – Reo – Neo (2006), amely szintén díjat nyert abban az évben a Magyar Filmszemlén.
Első nagyjátékfilmjét 1 (2009) címmel a 40. Magyar Filmszemlén mutatták be először, és ez a debütálás rögtön a legtöbb díjat bezsebelő elsőfilmessé avatta. A filmet összesen öt kategóriában: Legjobb Operatőr, Legjobb Látvány, Legjobb Vágás, Legjobb Producer, a Diákzsűri Legjobb Elsőfilm kategóriájában tüntették ki. A film további külföldi fesztiválokon is számos díjat nyert.
Vizuális nyelvezete egyedi, kísérleti jellegéről ismerhető meg. Misztikus és szürreális jegyekkel felruházott, időben és térben elemelt helyszíneken játszódó nyugtalanító eseményeket ábrázol, amelyek allegóriákkal és kódokkal zsúfoltak.
A vizuális kommunikációt előnyben részesíti a történetmeséléssel szemben. Filmjeiben gyakran jelenik meg Hamvas Béla szellemisége, illetve a szakrális hagyományokra utaló referenciák.
Második játékfilmjét Boris Vian: L’Arrache-cœur című regényének adaptációját 'Heartsnatcher' címmel 2011 óta fejleszti, korábban Taschler Andrea vezető producerrel a Mirage Film égisze alatt, 2020-tól pedig Patricia D'intino (Goodkids), Farkas Ádám, Mártonffy Zoltán (Cinesuper) producerekkel.

## Filmrendező, látványtervező
- (1998 –         ) End And End Image: független művészeti műhely / alapító
- (2021 – 2022) Perspektíva / látványtervező
- (2020 – 2021) Story Chef / látványtervező
- (2019 – 2020)  Astoria Concept / látványtervező
- (2014 – 2018) DDK Production / látványtervező / rendező
- (2011 – 2015) Mirage Film Studio / rendező
- (2010 – 2011) Katapult Film / rendező
- (2009 – 2010) Laokoon Filmgroup / rendező
- (2004 – 2009) Honeymood Films / rendező
- (2000 – 2004) London Film School: MA filmrendező szak + látványtervezői disztingció

## Rendezői filmográfia
- Halált virágzó türelem – 2014
- aurA – 2011
- 1 – 2008/2009
- Recycled / Pro-Reo-Neo – 2006
- T?ick – 2003
- Limit – 2002
- Sense – 2001
- A lányok angyalok – 2000
- Frozen – 1999
- A Valami – 1999
- Külön – 1998
- I&I – 1996

## Látványtervezői filmográfia
- Physician 2. (2024) - Rendező: Philip Stözl - látványtervező
- Ma Este Gyilkolunk (2023—Rendező: Fazakas Péter – látványtervező
- Semmelweis (2022—Rendező: Koltai Lajos – látványtervező
- Cicaverzum (2022—Rendező: Szeleczki Rozália) – látványtervező
- Get Lost (2021—Rendező: Daniela Amavia) – látványtervező
- Lélekpark (2021—Rendező: Horváth Illés, Odegnál Róbert) – látványtervező
- Hyundai (2020—Rendező: Felipe Ascacibar) – látványtervező
- TKMaxx (2019—Rendező: Sam Hibbard) – látványtervező
- Zalando (2019—Rendező: Sam Hibbard) – látványtervező
- Toxikoma (2019—Rendező: Herendi Gábor) – látványtervező
- BAG Organspende (2019—Rendező: Flurin Giger) – látványtervező
- Kia (2019—Rendező: Daniel Azancot) – látványtervező
- Viabuy (2018—Rendező: Toon Aerts) – látványtervező
- Xbox & Tacobell (2018—Rendező: Dave Laden) – látványtervező
- Ferrero Rocher (2018—Rendező: Marat Adelshin) – látványtervező
- Betano (2018—Rendező: Peter Dietrich) – látványtervező
- Müller Bianco (2018—Rendező: Karina Taira) – látványtervező
- Müller Frutta (2018—Rendező: Karina Taira) – látványtervező
- Buék (2018—Rendező: Goda Kriszta) – látványtervező
- Swoon (2018—Rendező: Måns Mårlind, Björn Stein) – látványtervező
- The Field Guide to Evil (2018—Rendező: Peter Strickland) – látványtervező
- Neoton Familia feat. Jappan & Barnsz / Holnap Hajnalig (2016—Rendező: miki357 ) – látványtervező
- Ivan & the Parazol / F.É.SZ.E.K (2016—Rendező: Damokos Attila) – látványtervező
- Budapest Noir (2016—Rendező: Gárdos Éva) – látványtervező
- Vándorszínészek (2015—Rendező: Sándor Pál) – látványtervező
- Kút (2015—Rendező: Gigor Attila) – látványtervező
- Lavazza – (2015—Rendező: Jean-Pierre Jeunet) – art director
- Milton (2014—Rendező: Vivek Kakkad) – art director
- Vat69 (2014—Rendező: Renny Maslow) – látványtervező
- Az éjszakám a nappalod (2014—Dési András, Móray Gábor) – látványtervező
- Szépségkirálynő (2014—Rendező: Oláh Judit) – látványtervező
- Opera Id (2014—rendező: Gács Tamás, Kostil Danila) – látványtervező
- The Duke of Burgundy (2014—Rendező: Peter Strickland) – látványtervező
- Cadbury Eclair / The Writer (2013—Rendező: Bryan Buckley) – art director
- Opera Id (2013—Rendező: Gács Tamás) – látványtervező
- Kispárizs (2012—Rendező: Nagypál Orsi) – látványtervező
- Pingvin konstrukció (2012—Rendező: Schwechtje Mihály) – látványtervező
- Haszontalan holmik (2012—Rendező: Mátyássy Áron) – látványtervező
- Playstation Vita / Gravity Daze (2012—Rendező: Masaya Yamamoto) – látványtervező
- Moss and Lichen (2012—Rendező: Vandad Kashefi – látványtervező
- Átok 2. (2011—Rendező: Mátyássy Áron) – art director
- Idol (2011—Rendező: Geir Hornes) – látványtervező
- Big Brother (2011—Rendező: Geir Hornes) – látványtervező
- Skai Vi Danse (2011—Rendező: Geir Hornes) – látványtervező
- aurA (2011) – látványtervező
- Tanár úr kérem (2010—Rendező: Mátyássy Áron) – látványtervező
- Enter (2010) – látványtervező
- 1 (2008) – látványtervező
- Recycled/Pro-Reo-Neo (2006) – art director
- Zanzibár / Ilyen az élet (2005—Rendező: Herz Péter) látványtervező
- Aqua (2005—Rendező: Spáh Dávid) – látványtervező
- Being Julia (2004—Rendező: Szabó István) – látványtervező asszisztens
- Tankcsapda / Adjon az ég (2004—Rendező: Herz Péter) – látványtervező
- Moby Dick / Amen (2004—Rendező: Spáh Dávid) – látványtervező
- Heaven Street Seven / Ez a szerelem *unpublished (2004) – látványtervező
- T?ick (2004) – art director
- Evergreen (2003—Rendező: Patricia Radoi) – látványtervező
- Limit (2003) – art director
- Sense (2002) – látványtervező
- A lányok angyalok (2000) – art director
- Fagyasztva (1999) – art director
- A Valami (1999) – art director
- Külön (1998) – látványtervező

## Kiállítások / képzőművészeti és vizuális projektek /
- Palackba zárt évek / audiovizuális installáció a Sauska Pezsgő Pincészetben (2023) Budafok Sauska Pincészet
- Popart / Odett koncert vetített festmény-montázsok (2015) Müpa
- Flow / vetített díszlet-háttér Pazar Krisztina és Bajári Levente táncelőadásához – (2012) Magyar Nemzeti Balett és Táncszínház
- Cinema Bizarre / élő video remixek a Csillebérci kertmoziban a Girls & Mathematics és Toth András zenéjére – (2010)
- Utolsó Idők / filmkoncert, Mátyássy Áron filmjének élő remixe Harcsa Veronika, Márkos Albert és a Smarton Trió koncertjén – (2009) Müpa
- CinemaTour / vj vetítés, remixelt rövidfilmekből Ab Szurdival a Realistic Crew zenéjére – (2009)
- Sleeptalking / installációk Vandad Kashefivel – (2008) Chinese Characters Gallery, Budapest
- Yaksimage / vj vetítések különböző művészek koncertjein, performanszain – (2005–2006) Budapest
- To be is not to be /installációk és vetítések -(2002) ABnormal, London
- A borítékba zárt tér /kiállítás levelekből – (1999) Odeon Art, Budapest

## Videóklipek / dokumentumfilmek / tv és web projektek
- Telex Podcast Studió látvávytervezése (2023 – Telex, End And End Image
- Friderikusz Podcast Studió látványtervezése (2021) – TV Pictures Productions, End And End Image
- 2120 / videóklip Szesztay Dávidnak (2018)
- Jégtánc / videóklip Odett-nek (2013) – End And End Image, DDK
- Filmlovers / minisorozat a Román FilmMania és FilmCafe Tv csatornáknak – 41 epizód / (2012) Chello Central Europe – PressVision
- Minden pillanat / videóklip a DAV zenekarnak – 2012 – End And End Image
- Filmszeretők / minisorzat a FilmMania és FilmCafe Tv csatornáknak – 41 epizód / (2012) Chello Central Europe – PressVision
- Van az a pillanat / videóklip Odett-nek – (2011) End And End Image, PostOffice
- Tiszta Szív / videóklip Zsédának – (2011) Freerun Media, Minimax
- aurA / web sorozat – (2011) Katapult Film, End And End Image, 12Z Studio
- 105 év naplója / dokumentumfilm Lossonczy Tamás titkos naplójáról – (2011) a DATA Alapítvány felkérésére
- Enter / videóklip a Bin-Jip zenekarnak – (2010) End And End Image, DigitalApes
- Vesztőhely / videóklip Odett-nek – (2010) End And End Image, 42b Studio
- Illegál / videóklip a Mocsok 1 Kölykök zenekarnak – (2010) End And End Image, DDK, 12Z Studio
- Magyar festő hódolata Róma népének / rekonstrukciós filmetűd – (2009) a DATA Alapítvány felkérésére
- MűSor / riportfilm Lossoncy Tamás festőművésszel 106.születésnapja alkalmából – (2009) a DATA Alapítvány felkérésére
- Tombor Irreality / web tv show pilot Tombor Zoltán divatfotóssal – (2009) MovieBar
- Sleeping Traveller / videóklip az Esclin Syndo zenekarnak a T?ICK című rövidfilmből – (2009) Fourthymain Productions
- Oi Va Voi / promóciós turné videó az Oi Va Voi zenekarnak – (2002) Egyesült Királyság

## Színházi projektek
- Amadeus (2023 – Pesti Színház—Rendező: Hegedűs D. Géza) – látványtervező
- Szerelmek Városa (2021 – Vígszínház—Rendező: Ifj.Vidnyánszky Attila) – látványtervező
- A nagy Gatsby (2019 – Vígszínház—Rendező: Ifj.Vidnyánszky Attila) – látványtervező
- Glória (2019 – Radnóti Színház / Tesla—Rendező: Hajdu Szabolcs) – látványtervező
- Balta a fejbe (2018 – Magyar Színház—Rendező: Horváth Illés) – látványtervező
- A félkegyelmű (2018 – Pesti Színház—Rendező: Ifj.Vidnyánszky Attila) – látványtervező
- Hatalmas Aphrodité (2018 – Madách Színház—Rendező: Valló Péter) – látványtervező
- Ádám almái (2017 – Radnóti Színház—Rendező: Szikszai Rémusz) – látványtervező
- Lóvátett Lovagok (2017 – Pesti Színház—Rendező: Rudolf Péter) – látványtervező
- Téli Rege (2017 – Radnóti Színház—Rendező: Valló Péter) – látványtervező
- Audiencia (2016 – Pesti Színház—Rendező: Valló Péter) – látványtervező
- Iván a rettenet (2016 – Radnóti Színház—Rendező: Ifj.Vidnyánszky Attila) – látványtervező
- Leenane borzasztó szépe (2015 – Centrál Színház—Rendező: Gigor Attila) – látványtervező
- Fátyol Nélkül (2014 – Vígszínház—Rendező: Mátyássy Áron) – látványtervező
- Mr.& Mrs. (2011 – Tivoli Színház, Játékszín, Thália Színház—Rendező: Nagy Viktor, Herendi Gábor, Dolmány Attila, Megyeri Zoltán, Fonyó Gergely) – látványtervező
- A műemléki hallgatóság / alternatív társulat (1993–1997 Komédium Színház)
- Majdnem semmi – író / rendező
- Rossz szokások – író / rendező
- Arcvonal – író / rendező
- Jacque avagy a behódolás / rendező

## Díjak
- 2024 - Magyar Mozgókép Fesztivál - legjobb látványtervező díja a 'Semmelweis' című filmért
- 2023 – Európai Filmművészeti Díj – legjobb látványtervező díja a ‘Kertész’ című filmért
- 2022 – Venczel Vera-emlékdíj[2]
- 2016 – 22. Chlotrudis Független Film Díj – legjobb látványtervező díja a 'The Duke of Burgundy' című filmért
- 2010 – 20. FanCine Nemzetközi Filmfesztivál Malaga – legjobb rendező díja az '1' című filmért
- 2010 – 5. Cinefantasy Nemzetközi Filmfesztivál San Paulo – legjobb sci-fi-díja az '1' című filmért
- 2010 – 7. Fresh Nemzetközi Filmfesztivál Prága – közönség díj az ’1’ című filmért
- 2010 – 30. Fantasporto Nemzetközi Filmfesztivál – legjobb rendező díja az ’1’ című filmért
- 2010 – Magyar Filmkritikusok Díja – legjobb vizuális megjelenítés az ’1’ című filmért
- 2009 – XVI. Granada Nemzetközi Filmfesztivál – közönség díj az ’1’ című filmért
- 2009 – 40. Magyar Filmszemle – látványtervezői díj az ’1’ című filmért
- 2009 – 40. Magyar Filmszemle/diák zsűri a legjobb első film díja az ’1’ című filmért
- 2009 – 10. Arany Penge Fesztivál – Ezüst Szív díj az Esti Mese című társadalmi célú hirdetésért
- 2006 – 37. Magyar Filmszemle – a Recycled/Pro-Reo-Neo című filmért
- 1998 – 30. Budapesti Független Filmszemle – 3. díj a Külön című filmért